# Selwa

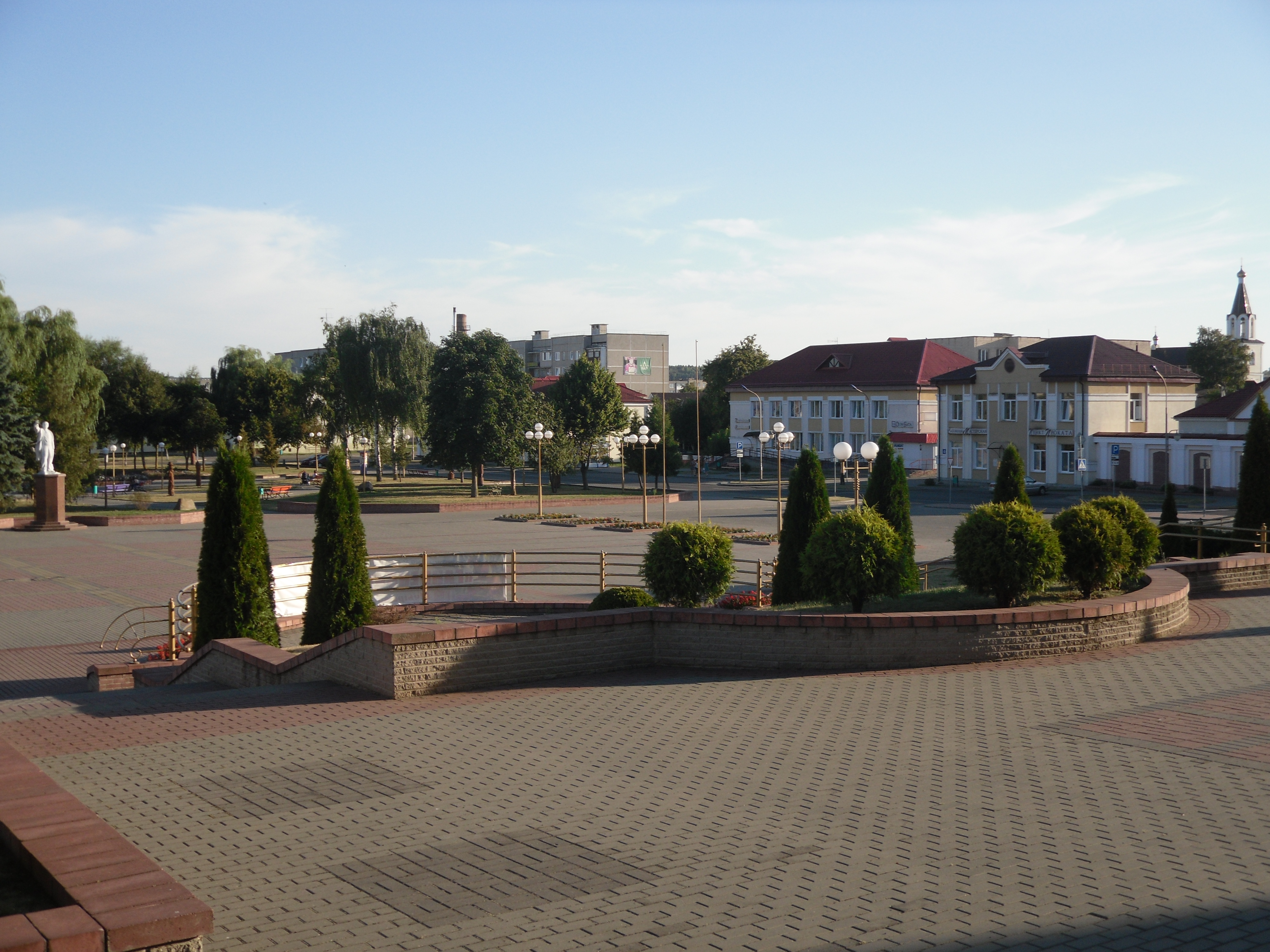
Im Stadtzentrum von Selwa

Selwa (belarussisch Зэльва, russisch Зельва) ist eine Siedlung städtischen Typs in der Hrodsenskaja Woblasz in Belarus. Selwa ist das administrative Zentrum des Rajon Selwa und hatte am 1. Januar 2019 6581 Einwohner.

## Geographie
Selwa liegt am Flüsschen Selwjanka, einem linken Nebenfluss der Memel in einer flachwelligen Hügellandschaft (150 bis 200 m Meereshöhe). Südlich der Stadt wurde die Selwjanka zu einem großflächigen Trinkwasserspeicher aufgestaut (Selwjenskoje wodochranilischtschje). Die nächstgelegenen Städte sind Waukawysk im Westen und Slonim im Osten.

## Geschichte
Die Hypatiuschronik erwähnt für das Jahr 1258 das Bestehen einer Siedlung auf dem Gebiet des heutigen Selwa. Diese erste Siedlung lag auf einem etwa 25 Meter hohen Hügel am Rand der heutigen Bebauung.
Weitere schriftliche Zeugnisse beziehen sich auf die Errichtung zweier katholischer Kirchen im damaligen Dorf Groß-Selwa (1470) und dem Landgut Klein-Selwa (1477). Seit 1507 gehörten Dorf und Landgut zum Powiat Waukawysk in der Woiwodschaft Nawahrudak. 1524 galt Selwa bereits als Städtchen, welches in den folgenden Jahrzehnten mehrmals den Besitzer wechselte. Als Grundherren werden beispielsweise erwähnt Mikołaj Krzysztof Radziwiłł (1568) und das Adelsgeschlecht der Sapieha (erste Hälfte des 17. Jahrhunderts). Im Jahr 1721 erteilte August II., Staatsoberhaupt von Polen-Litauen, die Genehmigung zur Errichtung eines Handelsplatzes, welcher sich in den folgenden Jahrzehnten zu einem der bedeutendsten in Polen-Litauen entwickelte. Begünstigt wurde die Entwicklung der Stadt durch die Lage an der großen Handelsstraße, die von Minsk nach Bialystok und Hrodna führte. Zudem war die Selwjanka damals schiffbar, so dass Selwa einen Flusshafen besaß. Der erstmals von den Sapieha veranstaltete große Jahrmarkt von Selwa zog jedes Jahr im Juli/August Händler aus ganz Osteuropa und sogar aus Italien und Österreich an. Besonders bedeutend war dabei der Pferdehandel, weswegen Selwa noch heute das Pferd im Stadtwappen trägt.
1795 fiel die Stadt nach der dritten polnischen Teilung an Russland. Sie gehörte zum Ujesd Waukawysk und wurde später Zentrum einer gleichnamigen Wolost. 1886 wurde Selwa an die Bahnlinie Baranawitschy-Bialystok angeschlossen, was zu einem weiteren Aufschwung führte.
Während des Ersten Weltkrieges stand die Kleinstadt von 1915 bis 1918 unter deutscher Besatzung. 1921 bis 1939 gehörte sie zu Polen.
Aufgrund des deutsch-sowjetischen Nichtangriffspaktes von 1939 fiel die Stadt an die Sowjetunion und wurde in die Weißrussische Sozialistische Sowjetrepublik eingegliedert. Am 15. Januar 1940 wurde die Stadt das Verwaltungszentrum des gleichnamigen Rajons.
Während des deutsch-sowjetischen Krieges war Selwa von Ende Juni 1941 bis Juli 1944 von deutschen Truppen besetzt und erlitt wie viele weißrussische Städte und Dörfer große Zerstörungen und Bevölkerungsverluste.

## Sakralbauten
Selwa besitzt zwei Kirchen, die beide der heiligen Dreifaltigkeit geweiht sind. Das ältere der beiden Kirchengebäude wurde ab 1815 zunächst als unierte Kirche errichtet und 1909 in eine orthodoxe Kirche umgewandelt. Das Kirchengebäude ist einschiffig mit Glockenturm und Apsis.
Die wesentlich größere katholische Dreifaltigkeitskirche wurde 1912/1913 im neogotischen Stil erbaut. Das dreischiffige Kirchengebäude wird von zwei hohen Glockentürmen überragt. Ab den 50er Jahren wurde das Gebäude als Lagerhalle und Geschäft genutzt. 1989 erfolgte die Rückgabe an die Gemeinde und die erneute Verwendung als Kirche.
Auf dem Hügel, auf welchem sich die erste Siedlung befand, sind noch die Fundamente eines weiteren Kirchengebäudes zu sehen. Nach einer Inschrift, die an einem kleinen Denkmal unweit dieser Überreste angebracht ist, wurde die erste Kirche an dieser Stelle im 15. Jahrhundert errichtet. Gemäß den Informationen zur Geschichte Selwas im Stadtportal war dies die Kirche, deren Bau auf dem „Kirchenhügel“ für das Jahr 1470 schriftlich erwähnt wurde. Diese Kirche, eine Holzkirche auf Steinfundament hatte noch mindestens vier Nachfolgebauten. Das letzte Kirchengebäude bestand aus Stein und Ziegeln und wurde im Zweiten Weltkrieg endgültig zerstört.
Ebenfalls im Zweiten Weltkrieg vernichtet wurde die Synagoge mit ihrem kunstvoll geschnitzten Thoraschrein.

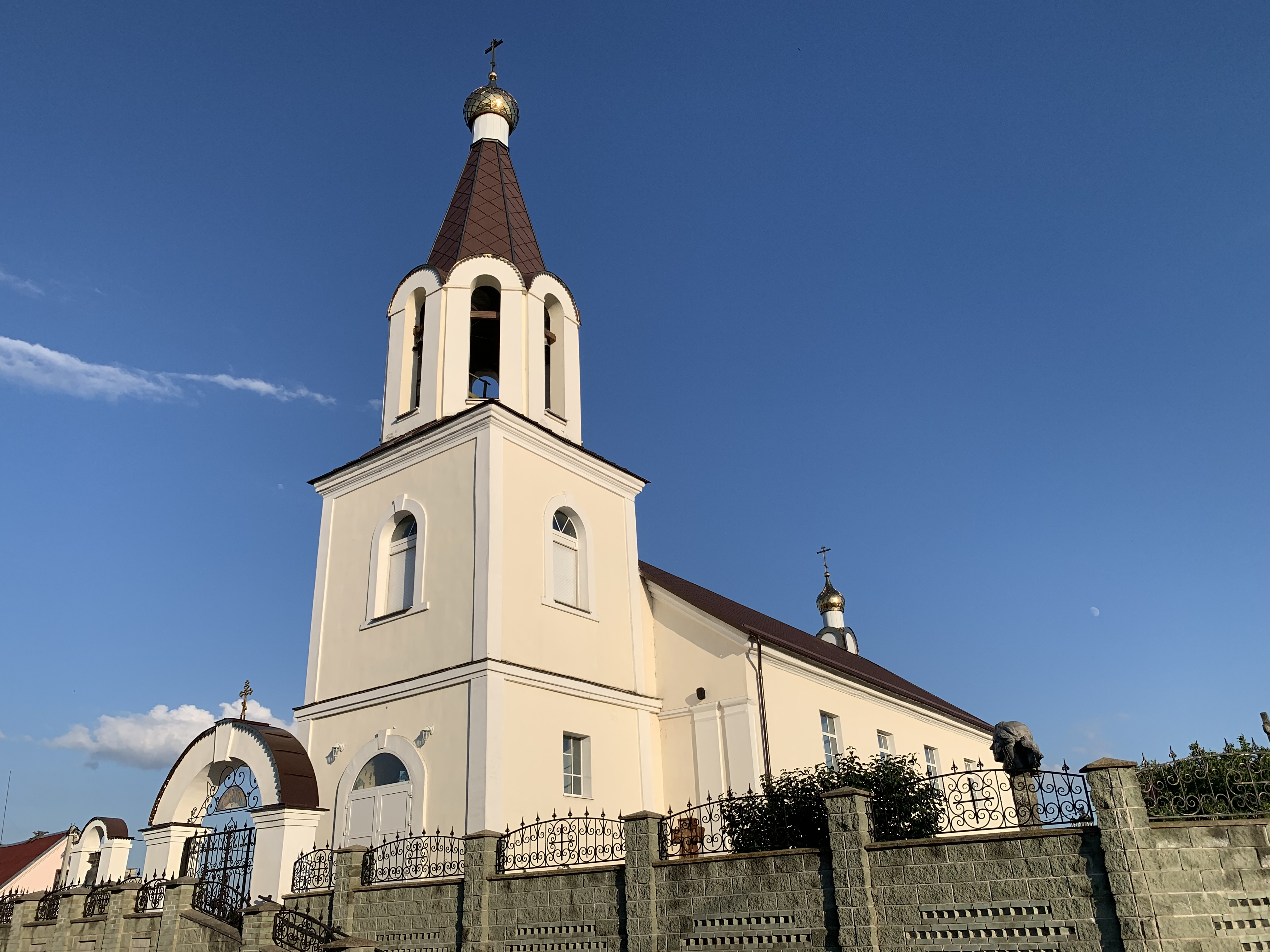
Die orthodoxe Kirche
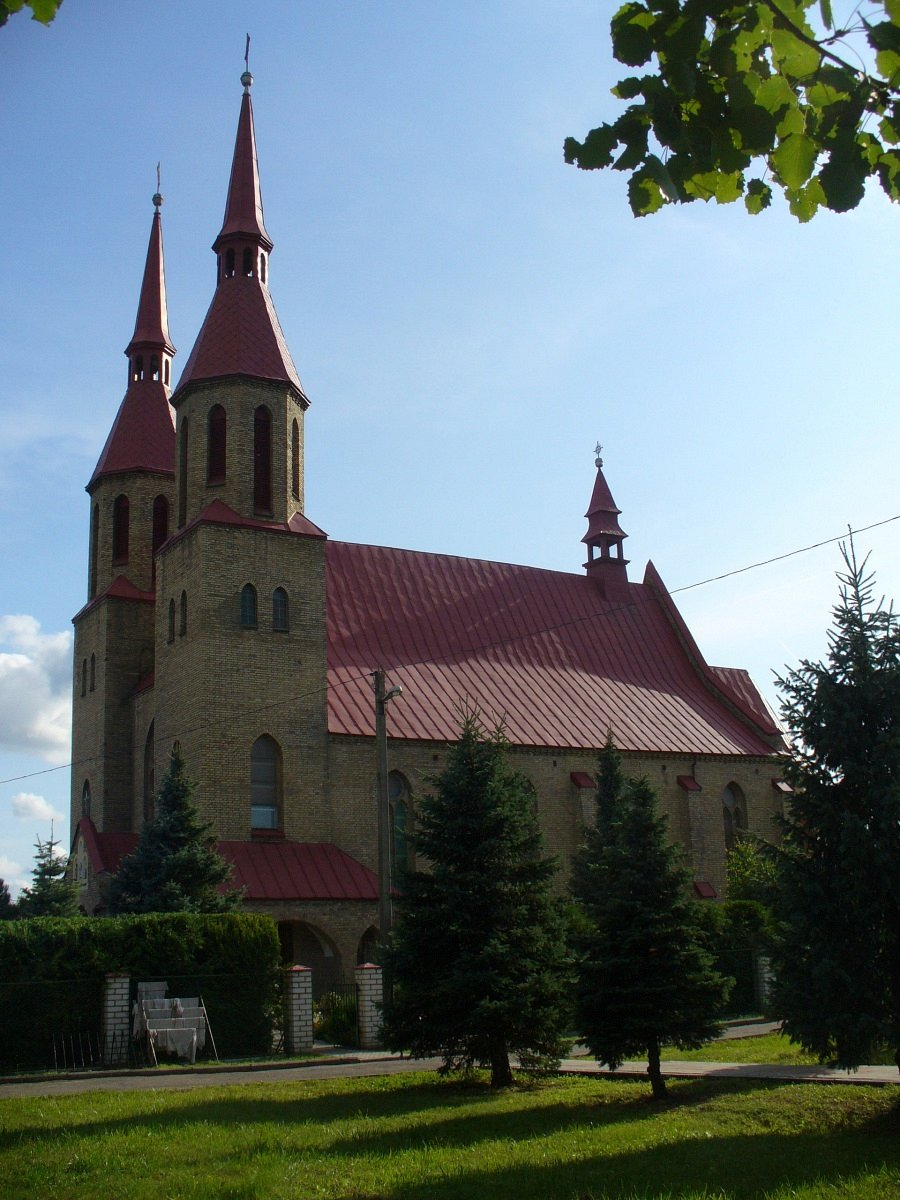
Die katholische Kirche
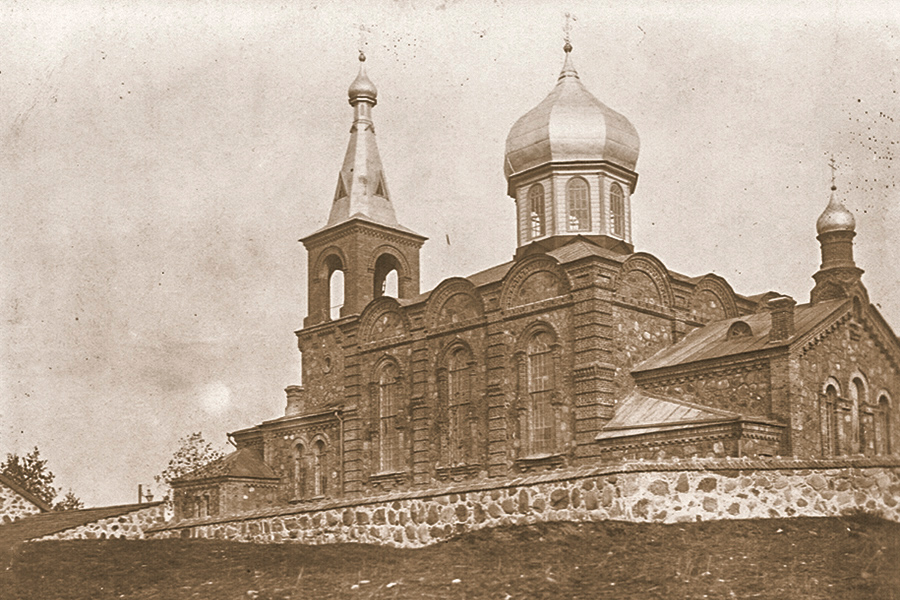
Die im Zweiten Weltkrieg zerstörte Kirche auf dem „Kirchenhügel“ vor 1918
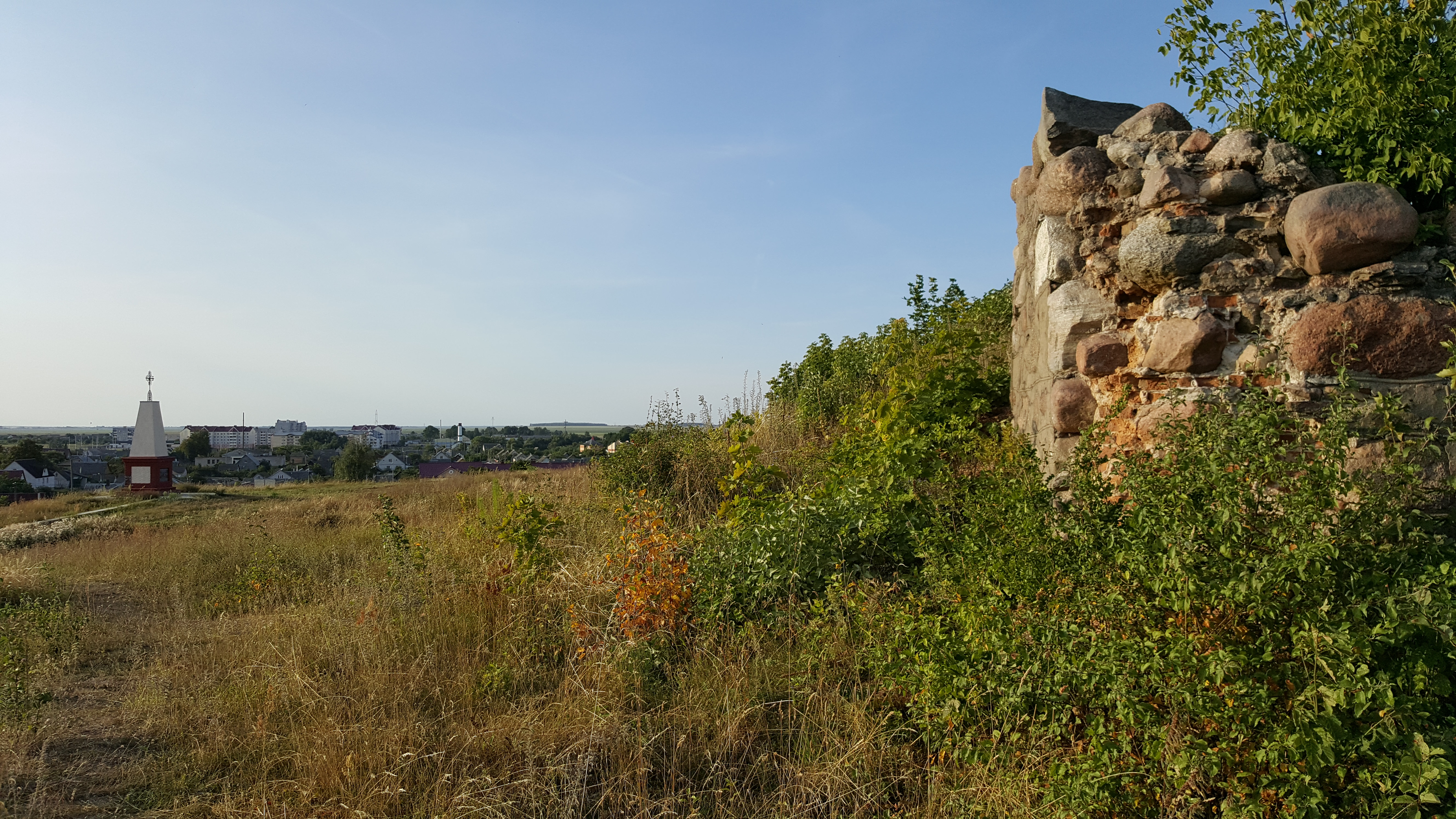
Fundamente auf dem „Kirchenhügel“ heute mit Denkmal links
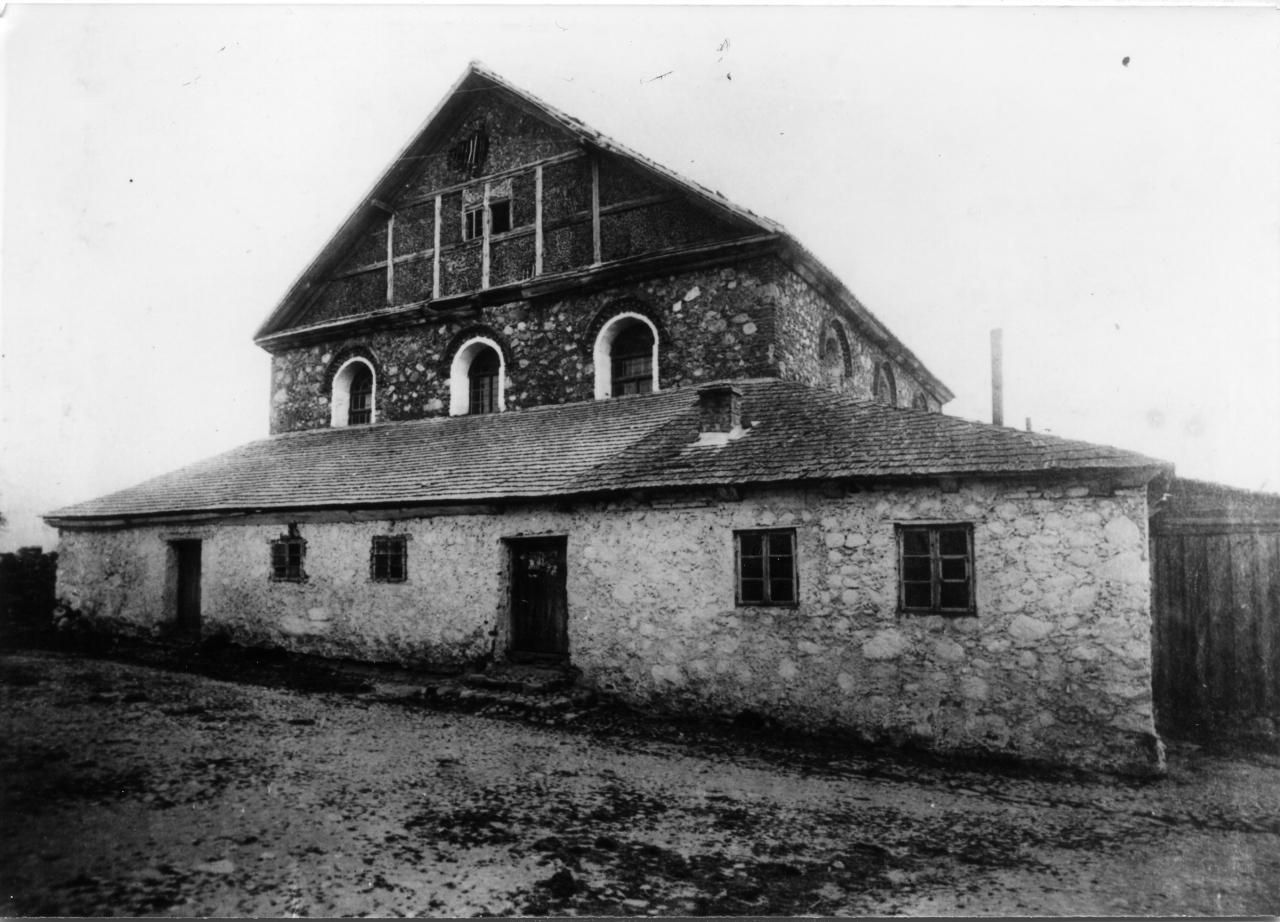
Die Synagoge vor 1939

## Bevölkerungsentwicklung
Die älteste Angabe zur Einwohnerzahl Selwas stammt aus dem Jahr 1829 und nennt für dieses Jahr 1103 Einwohner. Bis 1897 wuchs diese Zahl auf 2879 an. Die nächste Angabe findet sich erst wieder für das Jahr 1959 mit 2382 Einwohnern. Danach wuchs die Bevölkerung des Städtchens rasch und erreichte den Höhepunkt mit etwa 8400 Einwohnern um die Jahrtausendwende.
Seitdem ist Selwa wie viele Dörfer und Kleinstädte in Belarus von einem starken Bevölkerungsrückgang betroffen. Die Gründe hierfür sind die allgemeine demografische Entwicklung in Belarus sowie eine starke Landflucht aufgrund fehlender Verdienstmöglichkeiten im strukturschwachen ländlichen Raum.

## Verkehr
Selwa liegt an der „Republikautostraße“ R99 (kyrillisch P99), einer Fernstraße, die in Hrodna beginnt und östlich von Slonim in die Magistrale 1 (M1)  mündet. Zwischen dem polnisch-weißrussischen Grenzübergang Berastawiza und der Einmündung in die M1 bildet die R99 eine wichtige Transitstraße und ist mautpflichtig.
Die R50 (P50) verbindet die Stadt mit Ruschany im Süden und Masty im Nordwesten. Die R142 (P142) führt nach Nordosten Richtung Dsjatlawa.
Selwa ist auch Durchgangsbahnhof an der Eisenbahnstrecke, die von Slonim nach Waukawysk führt.

## Sonstiges
Die Schriftstellerin Laryssa Henijusch lebte nach ihrer Entlassung aus sowjetischer Lagerhaft bis zu ihrem Tode in Selwa. An sie erinnert ein Denkmal vor der orthodoxen Kirche. Ihre Grabstätte befindet sich etwas außerhalb der Stadt.
Nach Abschluss der Kämpfe in der Region Selwa im Juli 1944 wurden die sterblichen Überreste von 506 Soldaten und 12 Partisanen auf dem „Kirchenhügel“ in einem Gemeinschaftsgrab beigesetzt. 1958 wurde über dem Grab ein Denkmal errichtet. Im Jahr 1985 wurde das Denkmal neu gestaltet mit 17 m hohen Stelen und 3 monumentalen Figuren, welche einen Soldaten, einen Partisanen und eine Mutter darstellen. Im Jahr 2014 wurde der Komplex um eine kleinere Gedenkstätte für die Gefallenen des Afghanistan-Krieges und einige militärische Exponate erweitert.

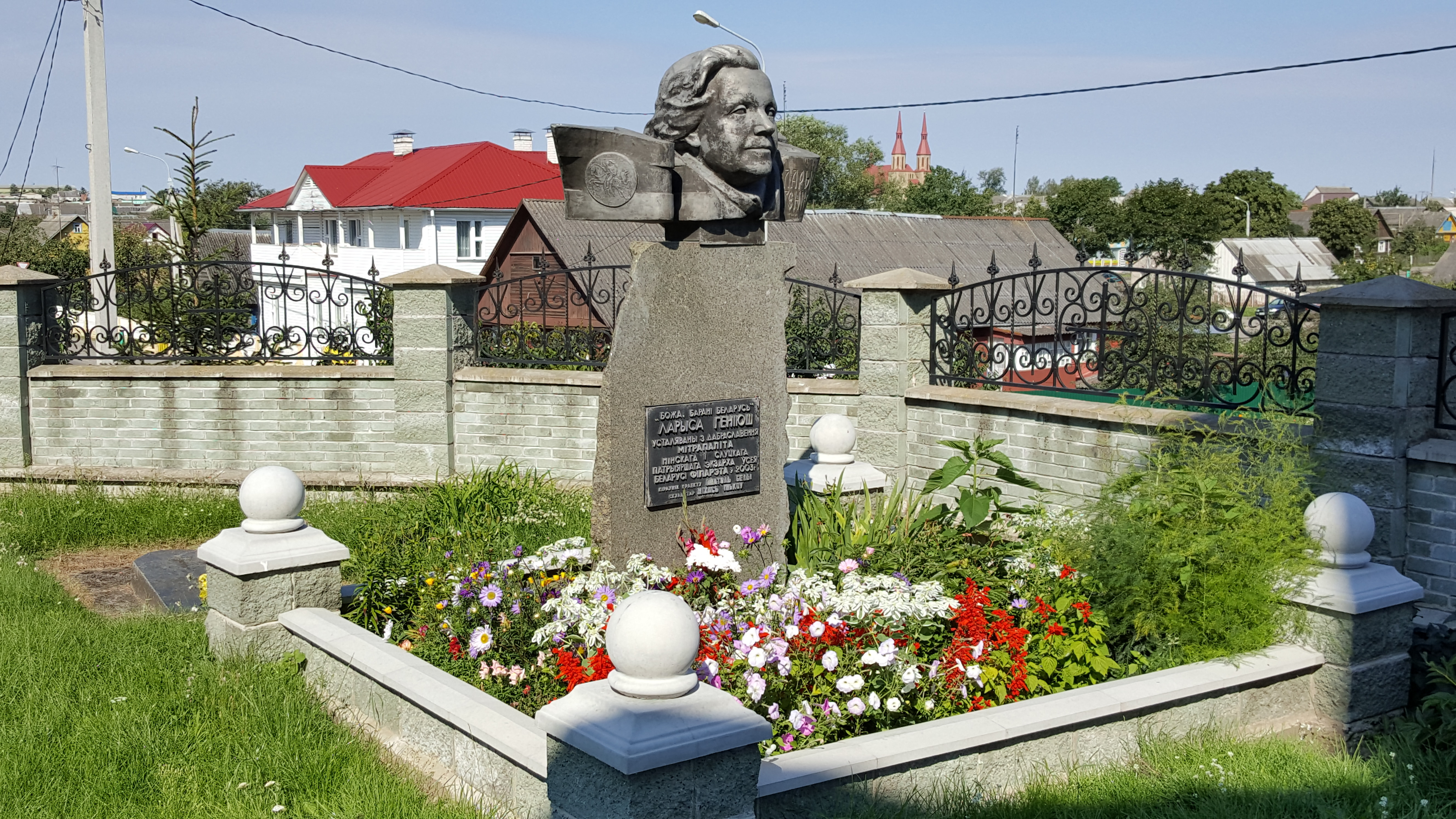
Denkmal für Laryssa Henijusch
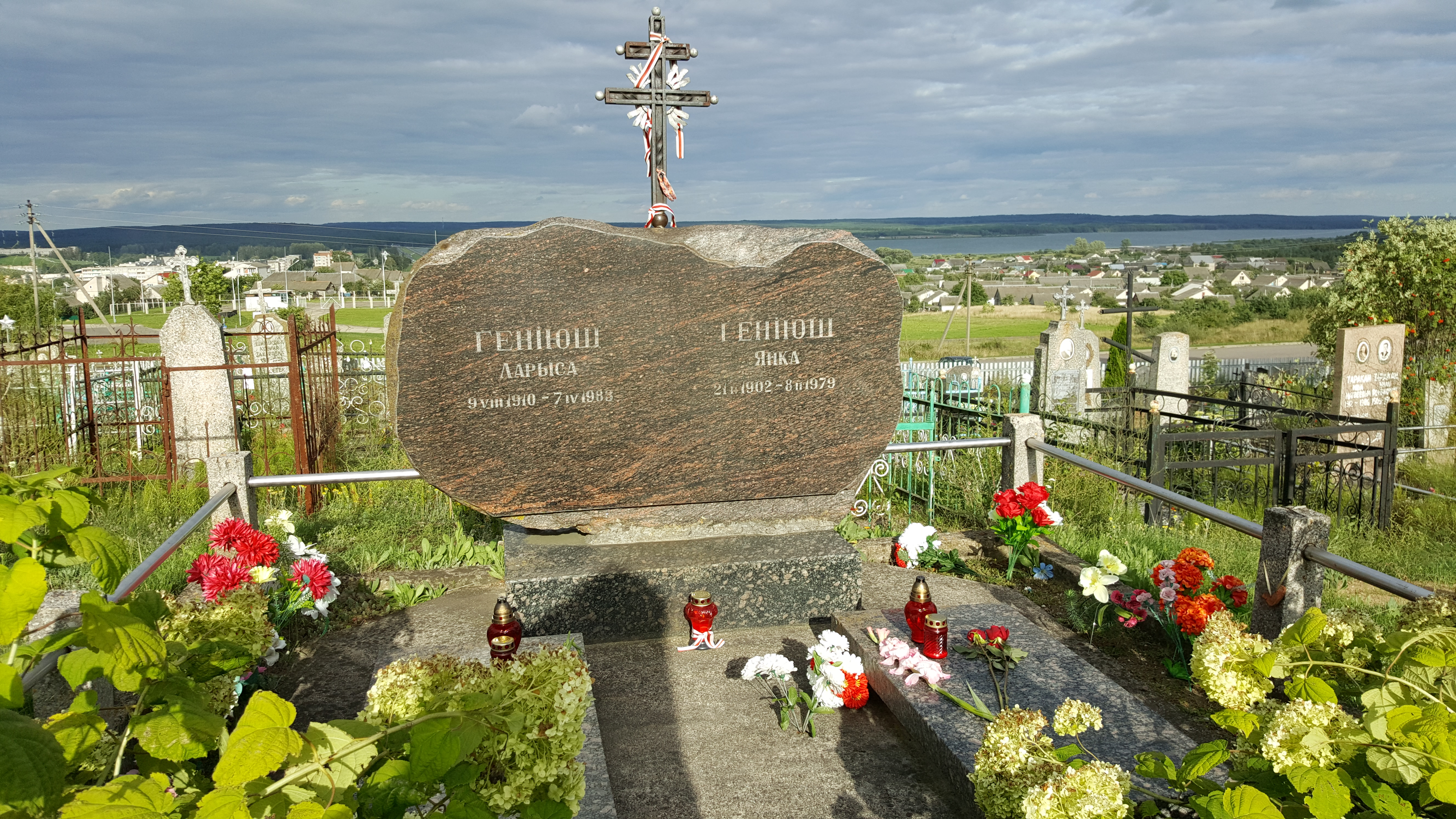
Die Grabstätte
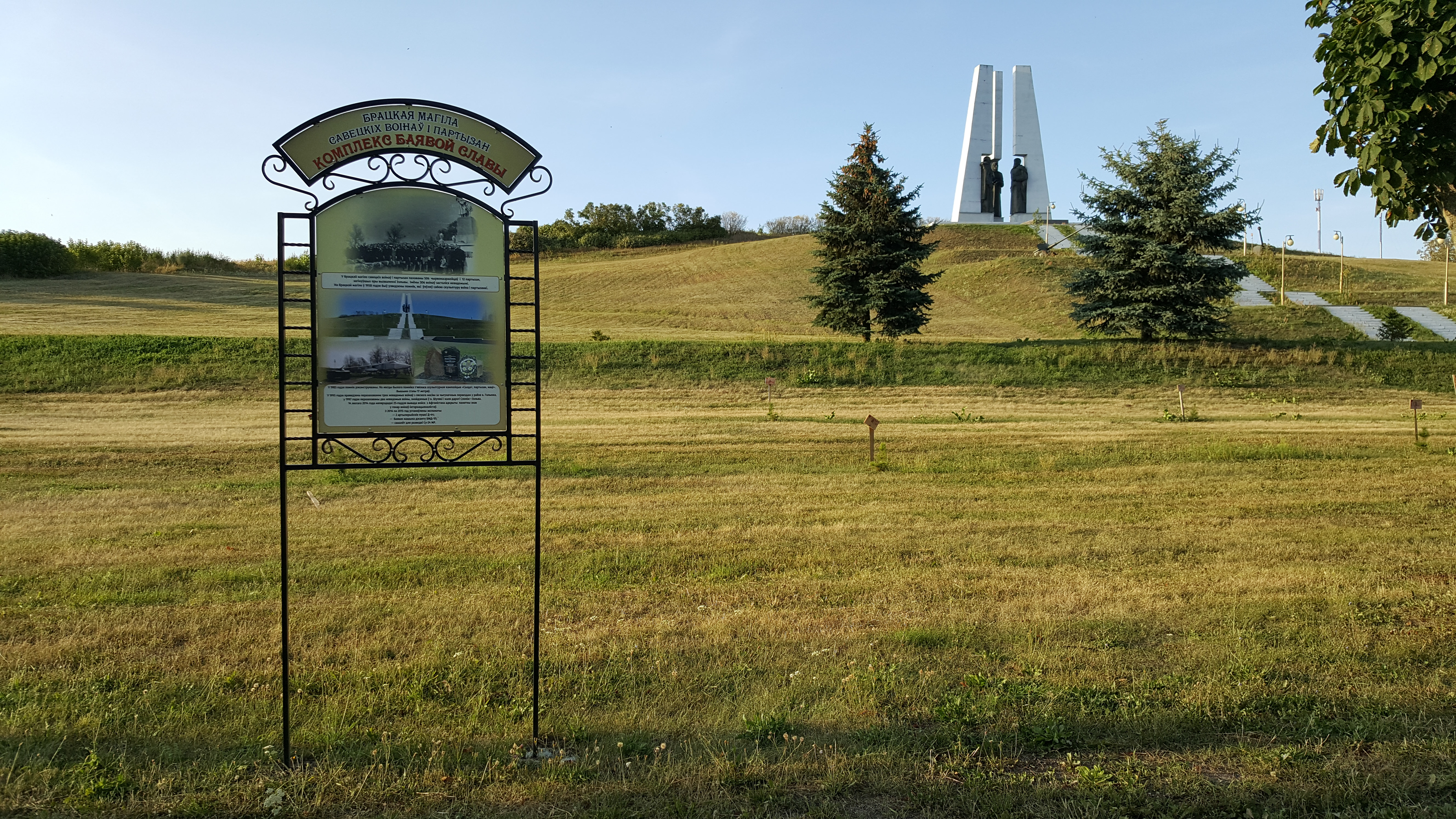
Gemeinschaftsgrab und Kriegsdenkmal mit Informationstafel